# Marion Laufer
Marion Laufer (* im 20. Jahrhundert) ist eine ehemalige deutsche Fußballspielerin.

## Karriere
Laufer war von 1982 bis 1987 als Mittelfeldspielerin für den FSV Frankfurt aktiv, mit dem sie fünfmal ein Finale erreichte und zweimal daraus als Siegerin hervorging.
Am 8. Mai 1983 stand sie erstmals im Endspiel um den nationalen Vereinspokal, das im Stadion am Bornheimer Hang in Frankfurt am Main mit 0:3 gegen den KBC Duisburg verloren wurde. An selber Stätte fand am 30. Juni 1984 das Finale um die Deutsche Meisterschaft statt, in dem sie mit 1:3 gegen die SSG 09 Bergisch Gladbach unterlegen war.
Das am 26. Mai 1985 im Berliner Olympiastadion ausgetragene DFB-Pokal-Finale gegen den KBC Duisburg wurde mit 4:3 im Elfmeterschießen gewonnen und war ihr erster Titelgewinn, wie auch für ihre Mannschaft. Ein Jahr später, am 28. Juni 1986, stellte sich ihr zweiter Titelgewinn ein; die SSG 09 Bergisch Gladbach wurde in ihrem Stadion An der Paffrather Straße im Finale um die Deutsche Meisterschaft mit 5:0 besiegt. Dabei glänzte sie als zweifache Torschützin neben Susanne Jahn, Rike Koekkoek und Bettina Mantel.
Am 28. Juni 1987 erreichte sie letztmals das Finale um die Deutsche Meisterschaft. In der Heimstätte des TSV Siegen verlor sie mit ihrer Mannschaft mit 1:2 nach 1:0-Pausenführung durch Daniela Stumpf.
1995 rekrutierte Spielertrainerin Sonja Hamza sie für die neu eingeführte dritte Mannschaft des FSV Frankfurt, die sich vornehmlich aus den erfolgreichen Spielerinnen der 1980er Jahre rund um Susanne Jahn, Marion Pfeifer und Mona Hummel zusammensetzte. Bis zum erneuten Rückzug 1999 ging sie für die Frauschaft in der Bezirks- und nach dem Aufstieg 1996 in der Bezirksoberliga auf Torejagd.

## Erfolge
- Deutscher Meister 1986
- DFB-Pokal-Sieger 1985